# Мокеевское (Назаровское сельское поселение)
В том числе в Рыбинском районе есть ещё одна деревня Мокеевское, но в Волжском сельском поселении.
Моке́евское — деревня Шашковского сельского округа в Назаровском сельском поселении Рыбинского района Ярославской области .
Деревня расположена на юго-запад от автомобильной дороге Рыбинск-Тутаев, следующей по левому берегу Волги, между небольшими реками Смердовка и Талица. Ближайшая к Мокеевскому деревня Погорелка, расположена на восток на расстоянии менее 1 км. На юго -востоке, на берегу Талицы Болоново и Пирогово .
Село Мокеевская указана на плане Генерального межевания Романовского уезда 1790 года. После объединения уездов в 1822 году Мокеевское относилось к Романово-Борисоглебскому уезду .

На 1 января 2007 года в деревне числилось 2 постоянных жителя. Почтовое отделение Ераково обслуживаетв деревне Мокеевское 2 дома.